# Baixà (rei d'Israel)
Segons la Bíblia, Baixà (en hebreu, בעשא בן-אחיה Basha ben Achiyah) va ser el tercer rei del Regne d'Israel després de la seva divisió. La seva capital va ser Tirsà, que sembla que s'ubicava a prop de Siquem. Va governar 24 anys, entre 909-886 a.n.e. segons la cronologia tradicional o entre 975-952 a.n.e. segons la cronologia bíblica.
Baixà va usurpar el tron quan va matar el seu predecessor, Nadab, després de la qual cosa va derrocar tota la casa de Jeroboam. No obstant això, va continuar adorant vedells d'or igual que Jeroboam. Quan Baixà va guerrejar contra el Regne de Judà, el seu rei en aquell moment, Asà, va induir el rei de Síria perquè fustigues el Regne d'Israel des del nord, i després va arrasar la ciutat fortificada de Ramà, ciutat que Baixà estava construint en aquell temps. Baixà va morir i el seu fill Elà va pujar al tron.